# Галкино (Казахстан)
Га́лкино (каз. Галкино) — село у складі Щербактинського району Павлодарської області Казахстану. Адміністративний центр Галкинського сільського округу.
Населення — 853 особи (2021; 1023 у 2009, 1875 у 1999, 2345 у 1989).
Національний склад станом на 1989 рік:
- росіяни — 33 %
- казахи — 31 %
- німці — 22 %